# Киплимо, Джейкоб
Джейкоб Киплимо (англ. Jacob Kiplimo, род. 14 ноября 2000, Квеен, Восточная область) — угандийский легкоатлет, бегун на средние и длинные дистанции, призёр Олимпийских игр 2020 года и чемпионата мира 2022 года, двукратный победитель Игр Содружества 2022 года. Обладатель действующего рекорда мира на полумарафоне с февраля 2025 года.

## Биография
В июле 2016 года Джейкоб Киплимо выступил на юниорском чемпионате мира. По итогам забега на 10 000 метров угандийский легкоатлет стал обладателем бронзовой награды.
В августе 2016 года Киплимо принял участие в летних Олимпийских играх в Рио-де-Жанейро. 15-летний угандиец стал самым молодым легкоатлетом, заявленным на Игры 2016 года. При этом Киплимо стал одним из самых юных олимпийцев в истории Уганды. На момент начала Игр Киплимо было 15 лет и 277 дней, что на 71 день больше, чем у боксёра Чарльза Лубулвы, выступавшего на Играх 1980 года в Москве.
На Играх в Рио-де-Жанейро Киплимо выступил на дистанции 5000 метров. В своём забеге угандиец пришёл к финишу только 11-м и завершил борьбу за медали. при этом его соотечественник Филипп Кипиеко, выступавший во втором забеге с аналогичного места, смог пробиться в финал, среди отобравшихся по времени. В 2017 году Киплимо стал чемпионом мира среди юниоров в беге по пересечённой местности. В 2018 году Джейкоб вновь стал призёром юниорского чемпионата мира, прибежав вторым на финиш дистанции 10 000 метров. Также Киплимо был близок к завоеванию медали на Играх Содружества, но на 10 000 метрах стал только 4-м.
В 2019 году Киплимо стал серебряным призёром чемпионата мира по бегу по пересечённой местности, уступив 4 секунды своему соотечественнику Джошуа Чептегеи. Являлся одним из пейсмейкеров кенийского бегуна Элиуда Кипчоге в рамках проекта INEOS 1:59 Challenge.
В 2020 году стал чемпионом мира по бегу на полумарафоне в Гдыне.
21 ноября 2021 года в Лиссабоне Киплимо установил мировой рекорд в полумарафоне, пробежав дистанцию за 57 минут 31 секунду (данный рекорд побил Йомиф Кеджалча 24 октября 2024 года в Валенсии на 1 секунду).
16 февраля 2025 года в Барселоне Киплимо обновил мировой рекорд в полумарафоне, пробежав дистанцию 56 минут 42 секунды. Что сделало его первым человеком, который пробежал полумарафон быстрее, чем 57 минут 30 секунд и быстрее, чем 57 минут.